# Dorothy Gish

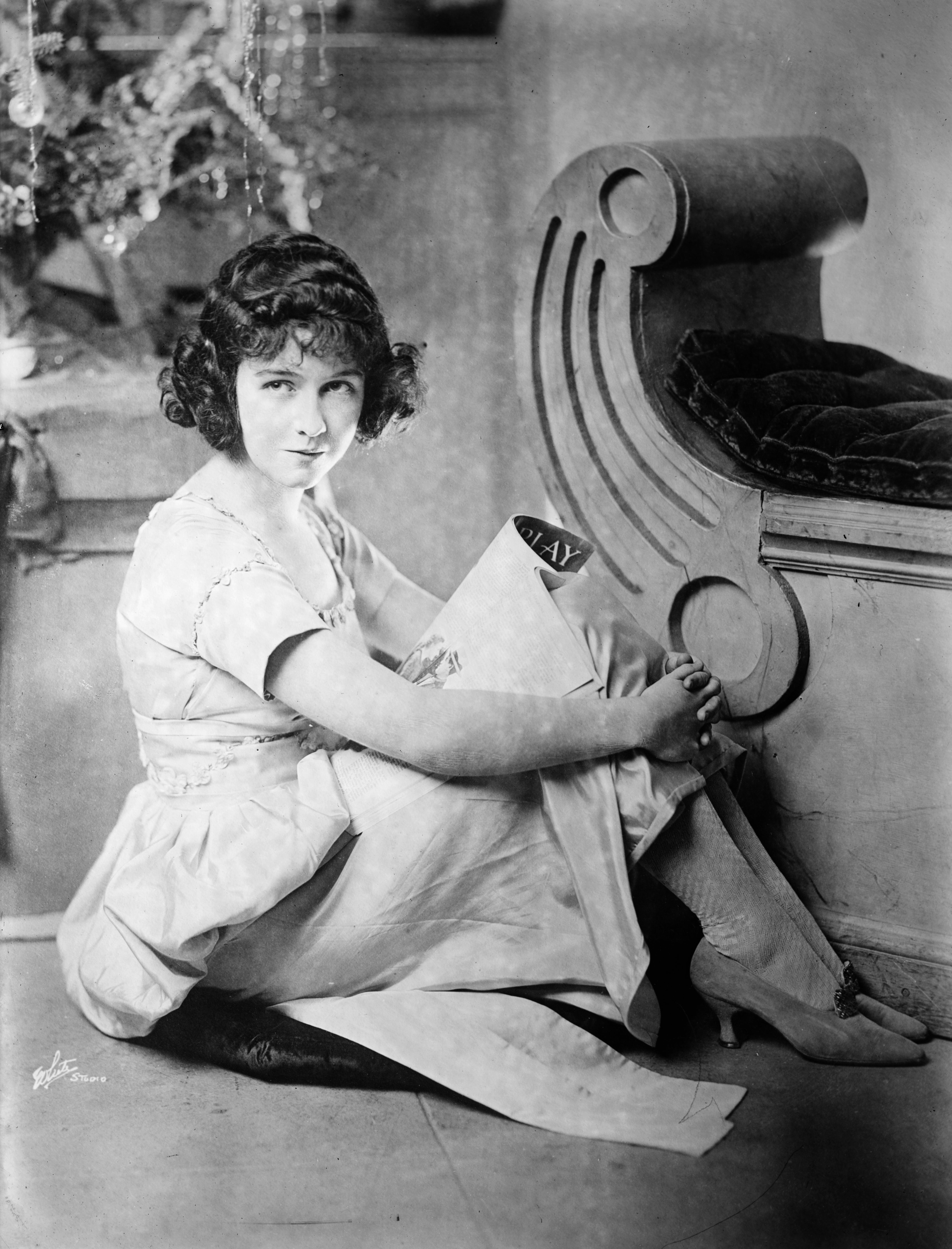
Dorothy Gish

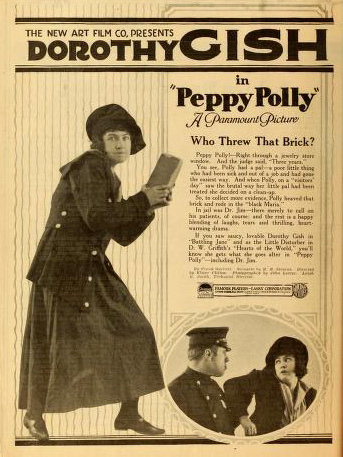
Peppy Polly (1919)

Dorothy Elizabeth Gish (* 11. März 1898 in Massillon, Ohio; † 4. Juni 1968 in Rapallo, Italien) war eine US-amerikanische Schauspielerin und die Schwester der Schauspielerin Lillian Gish.

## Leben
Dorothy Gish und ihre fünf Jahre ältere Schwester Lillian wurden von ihrer Mutter Mary, die ebenfalls als Schauspielerin tätig war, schon früh beim Film untergebracht. 1912 bekamen sie bei der Biograph Company in New York eine Anstellung und debütierten gemeinsam in D. W. Griffiths Kurzfilm An Unseen Enemy. Sie gehörte bis 1914 zum festen Ensemble des Studios um ihre ältere Schwester, Blanche Sweet, Henry B. Walthall, Robert Harron, Kate Bruce, Mae Marsh und anderen. Nach 1914 arbeitete Gish für verschiedene Studios und trat dabei häufig gemeinsam mit ihrer älteren Schwester in Griffiths Filmen auf. Zu ihren besten Leistungen gehört die Darstellung einer Blinden in Griffiths Orphans of the Storm, der 1921 in den Verleih kam. Nach diesem Film beendete sie die Zusammenarbeit mit Griffith und spielte 1924 noch einmal an der Seite Lillians in Romola unter der Regie von Henry King.
Obwohl Dorothy nie ganz die Popularität ihrer älteren Schwester erreichte, spielte sie zahlreiche Hauptrollen und galt sie zu ihrer Zeit als eine der herausragenden Komödienschauspielerinnen in Hollywood. 1926 ging sie nach Großbritannien und übernahm die Titelrolle in Nell Gwynne von Herbert Wilcox. Sie spielte in drei weiteren Filmen dieses Regisseurs und zog sich danach weitgehend aus dem Filmgeschäft zurück. Später war sie als Theaterschauspielerin in England tätig. Gelegentlich kehrte sie auf die Leinwand zurück, so 1944 als Mutter von Gail Russell in Our Hearts Were Young and Gay, eine Verfilmung der Memoiren der Schauspielerin Cornelia Otis Skinner, Tochter der bekannten Broadwayschauspielers Otis Skinner. In den 1950ern war Dorothy Gish auch in einigen Fernsehserien als Gastdarstellerin zu sehen. Ihre letzte Rolle hatte sie 1963 als Mutter der Titelfigur in Der Kardinal von Otto Preminger.
Dorothy Gish war von 1920 bis zur Scheidung 1935 mit dem kanadischen Schauspieler James Rennie verheiratet. Sie starb 1968 im italienischen Rapallo mit 70 Jahren an einer Lungenentzündung. Dorothy und später auch ihre Schwester wurden in der St. Bartholomew’s Church in New York beigesetzt. Für ihr filmisches Schaffen erhielt sie einen Stern auf dem Hollywood Walk of Fame. Nach dem Schwesternpaar ist der hochdotierte Literaturpreis Dorothy and Lillian Gish Prize benannt.

## Filmografie (Auswahl)
- 1912: An Unseen Enemy (Kurzfilm)
- 1912: Two Daughters of Eve (Kurzfilm)
- 1912: So Near, Yet So Far (Kurzfilm)
- 1912: The Painted Lady (Kurzfilm)
- 1912: The Musketeers of Pig Alley (Kurzfilm)
- 1912: Gold and Glitter (Kurzfilm)
- 1912: My Baby (Kurzfilm)
- 1912: The Informer (Kurzfilm)
- 1912: My Hero (Kurzfilm)
- 1912: The Burglar’s Dilemma (Kurzfilm)
- 1912: A Cry for Help (Kurzfilm)
- 1912: The New York Hat (Kurzfilm)
- 1913: Oil and Water (Kurzfilm)
- 1913: Broken Ways (Kurzfilm)
- 1913: The Perfidy of Mary (Kurzfilm)
- 1913: The Lady and the Mouse (Kurzfilm)
- 1913: Just Gold (Kurzfilm)
- 1913: His Mother’s Son (Kurzfilm)
- 1913: Red Hicks Defies the World (Kurzfilm)
- 1913: Almost a Wild Man (Kurzfilm)
- 1913: Her Mother’s Oath (Kurzfilm)
- 1913: The Reformers; or, The Lost Art of Minding One’s Business (Kurzfilm)
- 1913: Pa Says (Kurzfilm)
- 1913: The Vengeance of Galora (Kurzfilm)
- 1913: Those Little Flowers (Kurzfilm)
- 1913: The Widow’s Kids (Kurzfilm)
- 1913: Papa’s Baby (Kurzfilm)
- 1913: The Suffragette Minstrels (Kurzfilm)
- 1913: The Adopted Brother (Kurzfilm)
- 1913: The Lady in Black (Kurzfilm)
- 1913: A Cure for Suffragettes (Kurzfilm)
- 1913: By Man’s Law (Kurzfilm)
- 1913: The House of Discord (Kurzfilm)
- 1914: Her Old Teacher (Kurzfilm)
- 1914: Her Father’s Silent Partner (Kurzfilm)
- 1914: Judith von Bethulien (Judith of Bethulia)
- 1914: The Mysterious Shot (Kurzfilm)
- 1914: The Old Man (Kurzfilm)
- 1914: Cigar Butts (Kurzfilm)
- 1914: The Floor Above (Kurzfilm)
- 1914: The Different Man (Kurzfilm)
- 1914: Liberty Belles (Kurzfilm)
- 1914: Home, Sweet Home
- 1914: A Fair Rebel (Kurzfilm)
- 1914: The Wife (Kurzfilm)
- 1914: Silent Sandy (Kurzfilm)
- 1914: The Mountain Rat (Kurzfilm)
- 1914: The Newer Woman (Kurzfilm)
- 1914: The Rebellion of Kitty Belle (Kurzfilm)
- 1914: Their First Acquaintance (Kurzfilm)
- 1914: Arms and the Gringo (Kurzfilm)
- 1914: The Suffragette’s Battle in Nuttyville (Kurzfilm)
- 1914: The City Beautiful (Kurzfilm)
- 1914: The Painted Lady (Kurzfilm)
- 1914: The Tavern of Tragedy (Kurzfilm)
- 1914: Her Mother’s Necklace (Kurzfilm)
- 1914: A Lesson in Mechanics (Kurzfilm)
- 1914: Granny (Kurzfilm)
- 1914: Down the Hill to Creditville (Kurzfilm)
- 1914: Sands of Fate (Kurzfilm)
- 1914: The Warning (Kurzfilm)
- 1914: Back to the Kitchen (Kurzfilm)
- 1914: The Availing Prayer (Kurzfilm)
- 1914: The Saving Grace (Kurzfilm)
- 1914: The Sisters (Kurzfilm)
- 1914: The Better Way (Kurzfilm)
- 1914: A Duel for Love (Kurzfilm)
- 1914: The Avenging Conscience: or ‘Thou Shalt Not Kill’
- 1915: His Lesson (Kurzfilm)
- 1915: An Old-Fashioned Girl (Kurzfilm)
- 1915: How Hazel Got Even (Kurzfilm)
- 1915: The Lost Lord Lowell (Kurzfilm)
- 1915: Minerva’s Mission (Kurzfilm)
- 1915: Her Grandparents (Kurzfilm)
- 1915: Out of Bondage (Kurzfilm)
- 1915: The Mountain Girl (Kurzfilm)
- 1915: The Little Catamount (Kurzfilm)
- 1915: Victorine (Kurzfilm)
- 1915: Bred in the Bone (Kurzfilm)
- 1915: Old Heidelberg
- 1915: Jordan Is a Hard Road
- 1915: Her Mother’s Daughter (Kurzfilm)
- 1916: Betty of Greystone
- 1916: Little Meena’s Romance
- 1916: Susan Rocks the Boat
- 1916: The Little School Ma’am
- 1916: Gretchen the Greenhorn
- 1916: Atta Boy’s Last Race
- 1916: Children of the Feud
- 1917: The Little Yank
- 1917: Stage Struck
- 1917: Her Official Fathers
- 1918: Hearts of the World
- 1918: The Hun Within
- 1918: Battling Jane
- 1918: The Hope Chest
- 1919: Boots
- 1919: Peppy Polly
- 1919: I’ll Get Him Yet (verschollen)
- 1919: Nugget Nell
- 1919: Nobody Home
- 1919: Turning the Tables
- 1920: Mary Ellen Comes to Town
- 1920: Remodeling Her Husband
- 1920: Little Miss Rebellion
- 1920: Flying Pat
- 1921: The Ghost in the Garret
- 1921: Zwei Waisen im Sturm (Orphans of the Storm)
- 1922: The Country Flapper
- 1923: Fury
- 1923: The Bright Shawl
- 1924: Die Hochzeit von Florenz (Romola)
- 1925: The Beautiful City
- 1925: Clothes Make the Pirate
- 1925: Ben Hur
- 1926: Nell Gwynn
- 1926: London
- 1926: Camille (Kurzfilm)
- 1927: Tiptoes
- 1927: Madame Pompadour
- 1930: Wolves
- 1944: Our Heart Were Young and Gay
- 1946: Centennial Summer
- 1949, 1954: The Philco Television Playhouse (Fernsehserie, 2 Folgen)
- 1951: The Ford Theatre Hour (Fernsehserie, 1 Folge)
- 1951: The Prudential Family Playhouse (Fernsehserie, 1 Folge)
- 1951: Starlight Theatre (Fernsehserie, 1 Folge)
- 1951: Pulitzer Prize Playhouse (Fernsehserie, 1 Folge)
- 1951: The Whistle at Eaton Falls
- 1952–1953: Robert Montgomery Presents (Fernsehserie, 2 Folgen)
- 1953: Goodyear Television Playhouse (Fernsehserie, 1 Folge)
- 1954: The United States Steel Hour (Fernsehserie, 1 Folge)
- 1954: The Elgin Hour (Fernsehserie, 1 Folge)
- 1955: Lux Video Theatre (Fernsehserie, 2 Folgen)
- 1956: The Alcoa Hour (Fernsehserie, 1 Folge)
- 1960: Play of the Week (Fernsehserie, 1 Folge)
- 1963: Der Kardinal (The Cardinal)